# Bans (Jura)
Bans település Franciaországban, Jura megyében. Lakosainak száma 181 fő (2022. január 1.). Bans Augerans, Belmont, Mont-sous-Vaudrey és Souvans községekkel határos.

## Népesség
A település népességének változása:
| Lakosok száma | 118  | 119  | 140  | 184  | 194  | 188  | 191  | 195  | 194  | 181  |
|               | 1968 | 1982 | 1990 | 2006 | 2013 | 2015 | 2017 | 2019 | 2020 | 2022 |